# Varnávas
Varnávas är en ort i Grekland.   Den ligger i prefekturen Nomarchía Anatolikís Attikís och regionen Attika, i den sydöstra delen av landet, 30 km nordost om huvudstaden Aten. Varnávas ligger 413 meter över havet och antalet invånare är 1 326.
Terrängen runt Varnávas är kuperad. Runt Varnávas är det ganska tätbefolkat, med 100 invånare per kvadratkilometer. Närmaste större samhälle är Kifisiá, 19,2 km sydväst om Varnávas. Trakten runt Varnávas består till största delen av jordbruksmark.